# Richia manethusa
Richia manethusa là một loài bướm đêm trong họ Noctuidae.